# Santo Domingo Xenacoj
Pour les articles homonymes, voir Santo Domingo.
Santo Domingo Xenacoj est une ville du Guatemala dans le département de Sacatepéquez.